# The Sundays
The Sundays – brytyjska grupa indiepopowa założona w 1987 roku przez gitarzystę Davida Gavurina oraz wokalistkę Harriet Wheeler.

## Historia
Grupa zadebiutowała w 1988 roku w londyńskim klubie Vertigo. Rok później ukazał się pierwszy singel, Can't Be Sure, trafiając do pierwszej pięćdziesiątki brytyjskiej listy przebojów. W 1990 roku album Reading, Writing, Arithmetic, który wydany został nakładem Rough Trade, dotarł do czwartego miejsca brytyjskiej listy. Dwa lata później ukazał się drugi album zespołu – Blind wydany przez Parlophone, a w 1997 roku trzeci i jednocześnie ostatni – Static and Silence, nakładem Geffen.
W tym samym roku zespół zakończył działalność.

## Skład
- Harriet Wheeler – śpiew
- David Gavurin – gitara
- Paul Brindley – gitara basowa
- Patrick „Patch” Hannin – perkusja

## Dyskografia

### Albumy
- Reading, Writing, and Arithmetic (1990)
- Blind (1992)
- Static and Silence (1997)

### Single
| Rok  | Utwór                       | UK Singles Chart | USA Modern Rock | ARIA Charts | Album                           |
| ---- | --------------------------- | ---------------- | --------------- | ----------- | ------------------------------- |
| 1989 | Can't Be Sure               | 45               | –               | 74          | Reading, Writing and Arithmetic |
| 1990 | Here's Where the Story Ends | –                | –               | –           | Reading, Writing and Arithmetic |
| 1992 | Love                        | –                | 2               | –           | Blind                           |
| 1992 | Goodbye                     | 27               | 11              | –           | Blind                           |
| 1997 | Summertime                  | 15               | 10              | 41          | Static and Silence              |
| 1997 | Cry                         | 43               | –               | –           | Static and Silence              |